# Glashütte Hall in Tirol

Die Glashütte Hall in Tirol zählt nach Glashütten in Antwerpen (aktiv um 1510/20) und Ljubljana (aktiv um 1517) zu den frühesten Glashüttengründungen in Habsburgischen Herrschaftsgebieten. Unter diesen war sie nicht nur die langlebigste, sondern gilt künstlerisch wie wirtschaftlich als deren bedeutendste. Europaweit kam ihr in der Produktion von farblosem Glas nach venezianischem Vorbild eine Vorreiterrolle zu.

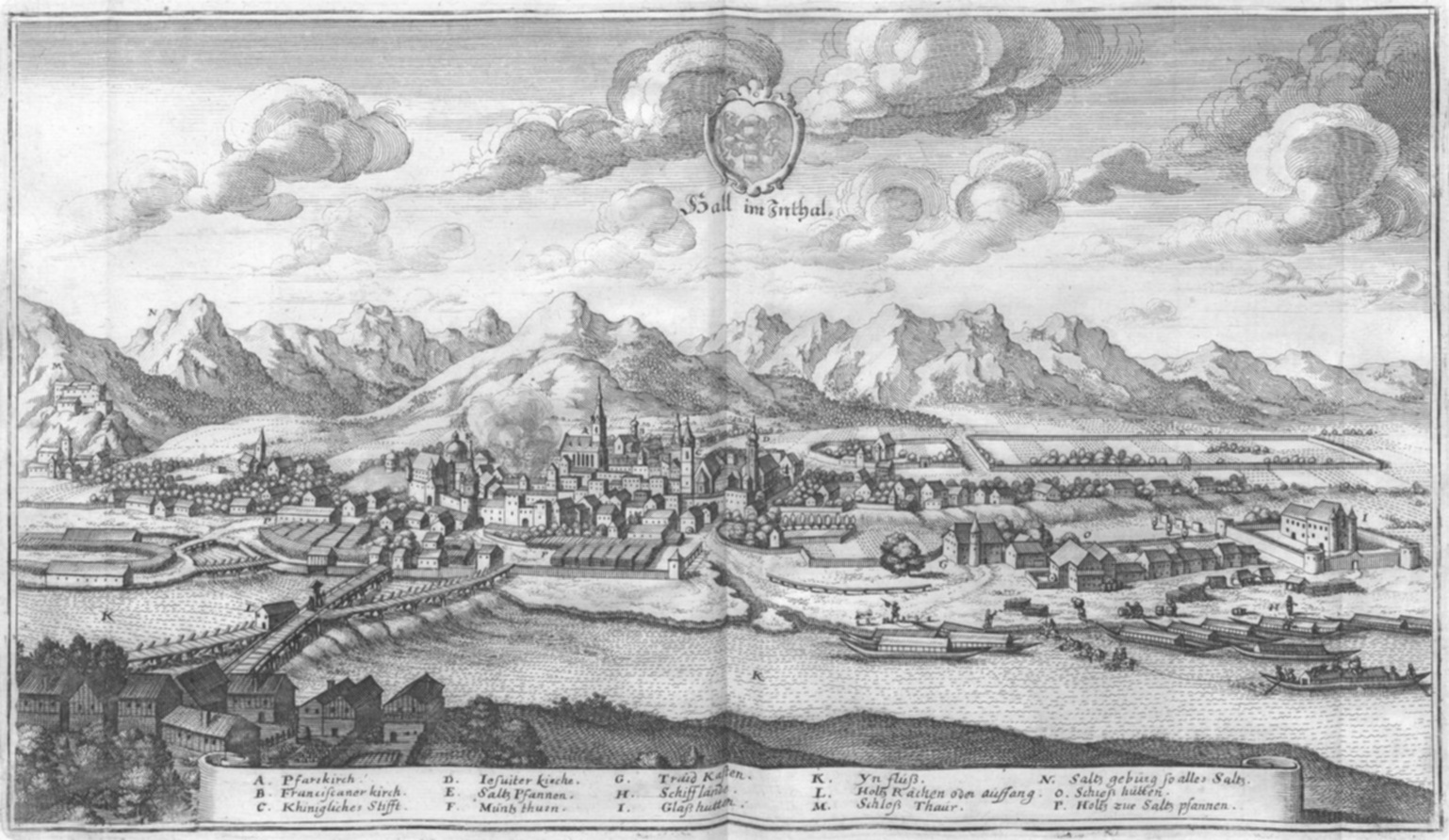
Kupferstich in der Topographia Provinciarum Austriacarum von Matthäus Merian, 1679. Die Glashütte wurde auf der rechten Seite mit Buchstabe I gekennzeichnet.

## Geschichte
Die Geschicke der Haller Glashütte sind eng mit jenen der Augsburger Kaufmannsfamilie Höchstetter und ihrem Handelsdiener, Wolfgang Vitl (1495–1540), verwoben: Der Montanfachmann, der bereits seit 1517 in Hall ansässig war und das dortige Bürgerrecht besaß, gilt als Gründer der Glashütte. Von seinem gesellschaftlichen Ansehen zeugt die Mitgliedschaft in der 1508 gegründeten Haller Trinkstubengesellschaft. Als sich sein Dienstherr, Ambrosius I. Höchstetter (1463–1534), für zahlungsunfähig erklären musste, fand sich Vitl (1529) in der Rolle des Konkursverwalters wieder und kam zu Geld.
Für die Errichtung einer Glashütte bot Hall keine günstigen Bedingungen. Salinen und Bergbaubetriebe sorgten bereits für hohen Bedarf an Holz, um Schmelzöfen in Gang zu halten. Von den Fuggern und der Tiroler Regierung unterstützt, richtete Wolfgang Vitl im Oktober 1533 dennoch ein entsprechendes Gesuch an die Stadt und überzeugte: Zu Gute kam ihm dabei die angespannten Beziehungen zwischen den habsburgischen Ländern und der Republik Venedig. Mit dem Ziel, die Monopolstellung der Lagunenstadt in der Glasherstellung zu unterminieren und den Preis zu drücken, waren unter habsburgischer Förderung bereits Glashütten in Antwerpen und Ljubljana errichtet worden. Noch 1534 bewilligte König Ferdinand I. auch das Gesuch Wolfgang Vitls.
Nicht nur um Brandgefahren entgegenzuwirken, wurde für die neue Glashütte eine Lage außerhalb der Stadt an der unteren Lände gesucht. In Flussnähe, diente der Standort zugleich als Warenumschlagsplatz. Dies war insofern von Belang, als die Herstellung von Glas auf den Import von Rohstoffen angewiesen war. Nicht nur Holz und Ton, sondern auch Quarzsand, Strandasche (Soda), Mangan, Kupfer und Kobalt zum Färben, bzw. Entfärben von Glas mussten eingeführt werden. Um das Niveau dünnwandiger und farbloser venezianischer Glaskunst zu erreichen, bestellte Wolfgang Vitl Mitglieder der bekannten Glasmachergenossenschaft von Altare an der ligurischen Küste. In Technik, Formenrepertoire und Dekor orientierten sie sich an venezianischen Vorbildern. Anders als ihren Kollegen aus Murano, war ihnen nicht untersagt, ihrem Handwerk auswärts nachzugehen. Zu den viel versprechenden Stücken der ersten Jahre zählt der Trichterpokal des Salzburger Kardinals Matthäus Lang in der Pfalzgalerie Kaiserslautern sowie ein Teller mit Wappen des Herzogs Ernst von Bayern (1500–1560) im Bayerischen Nationalmuseum, der dem Haller Glasmaler Paul Dax (1503–1561) zugeschrieben wird.
Auf Dauer konnte Wolfgang Vitl die hohen Betriebskosten der Glashütte nicht aufbringen. Er starb hochverschuldet 1540, kurz nachdem ihn seine Gläubiger dazu gedrängt hatten, die Öfen stillzulegen. Sebastian Höchstetter (1511–1569), der Neffe, des Ambrosius Höchstetter, übernahm nun und führte die Glashütte zu künstlerischer, wie wirtschaftlicher Blüte. Finanziell war dieser Erfolg dem florierenden Export von Fensterglas in den süddeutschen Raum zu verdanken. Höchstetter unterhielt ständige Vertretungen in Ulm, Kempten, Augsburg und Nürnberg. Wie ein Stich des Matthäus Merian in der Topographia Austriae (1648) belegen kann, investierte er die Einnahmen in einen repräsentativeren Ausbau der Glashütte. Hier wurde „… das zierlich und künstlich werckh des venedigischen glassmachens aufgericht“. Der König förderte den Augsburger Handelsherrn auch durch freien Holzbezug. Im Gegensatz zu Wolfgang Vitl arbeitete Höchstetter nicht mit italienischen Kräften, sondern hatte sich heimische Glasmacher herangezogen. Neu hinzu kamen nun Diamantriss und Knaufvergoldungen. Der sonstige Dekor wurde durch das plastische Glasprofil mit Rippen, Noppen und Rauten bestimmt. Die Situation änderte sich gravierend, als Erzherzog Ferdinand II. (1529–1595), 1567 die Residenz in Innsbruck bezog. Aus Prag kommend, hing er anderen Geschmacksidealen an und bevorzugte dünnwandigeres, reineres Glas, das in Venedig selbst hergestellt wurde. Auf den Betrieb nur eines Brennofens zugelassen, war man in Hall nicht darauf eingerichtet, speziellere Wünsche umzusetzen. Ferdinand II. gründete daher 1570 in Innsbruck eine eigene Hofglashütte, die bis 1591 Bestand hatte.
Als Sebastian Höchstetters 1569 starb, folgte ihm sein Bruder Johannes Chrysostomus Höchstetter (1523–1599) nach. Der promovierte Jurist und Rat der Tiroler Landesregierung fand eine ungleich schwierigere Ausgangslage vor. Wachsende Konkurrenz böhmischer und fränkischer Glashütten machte sich bemerkbar. Gleichzeitig fehlte es an herzoglicher Unterstützung. Das Augenmerk Ferdinand II. konzentrierte sich auf die Hofglashütte. Arbeiter aus Murano verwirklichten hier seine Ideen und konnten dabei auf Rohstoffe und Modeln zurückgreifen, die sie aus Venedig mitgebracht hatten. Dies blieb nicht ohne Wirkung auf die Haller Produktion. So lässt sich mit Antonio Montano das singuläre Beispiel eines in Venedig ausgebildeten Glasmachers fassen, den der Erzherzog nicht in Innsbruck behielt, sondern 1579 an die Haller Hütte überstellte. Noch einmal lief die Haller Glashütte zu einer höchst produktiven Schaffensperiode auf. Das Personal wird auf durchschnittlich 15 bis 20 Glasmacher zuzüglich Assistenten geschätzt und stammte vorwiegend aus der Umgebung. Typisch für das Sortiment dieser Jahre waren Stangenhumpen mit Deckel. Als Dekor wurde häufig Diamant-Riss und Kaltfarbenmalerei gewählt. Von der allgemeinen Wirtschaftskrise am Ende des 16. Jh., die den Abnehmerkreis in süddeutschen Städten empfindlich traf, konnte sich die Glashütte allerdings nicht mehr erholen. Der bewährte Qualitätsstandard war nicht zu halten. Dem Sohn von Chrysostomus Höchstetter, dem kaiserlichen Regimentsrat Hieronymus Höchstetter (1560–1535) gelang kein Neustart mehr. Mit seinem Tod wurde auch die Glashütte nach 100 Jahren endgültig stillgelegt.
Das 1534/35 errichtete Gebäude gelangte nach dem Ende der Glashütte 1649 in den Besitz der Stadt Hall und wurde unter anderem als Getreidespeicher und Kaserne genutzt und verfiel mit der Zeit. 1964 wurde es abgerissen und durch einen Neubau ersetzt. Die vorbeiführende Straße trägt heute den Namen Glashüttenweg.

## Erforschung und Grabung
Es bedurfte dem Zusammenwirken verschiedener historischer Disziplinen, um zu verstehen, wie sich eine ressourcenintensive Glashütte in der frühen Neuzeit über 100 Jahre an einem Ort halten konnte. Während sich die regionale Landesgeschichte bereits im 19. Jh. der Haller Glashütte zuwandte, entdeckte die damals noch junge Disziplin der Kunstgeschichte die hochwertigen Gläser aus Hall erst 1908: Es war Julius von Schlosser, der sich in seiner Publikation zu Kunst- und Wunderkammern der Spätrenaissance auch Ferdinand II. von Tirol (1520–1595) widmete. Dass der Habsburger Landesherr die Tiroler Glasherstellung nicht nur förderte und sammelte, sondern – der Überlieferung nach – auch sich selbst im Handwerk des Glasblasens versuchte, nobilitierte die Haller Produktion und prädestinierte sie zum Gegenstand weiterer kunsthistorischer Forschungen, wobei noch nicht zwischen Haller und Innsbrucker Schöpfungen klar unterschieden werden konnte. Als wegweisend erwies sich die Dissertation Heinrich Heimers 1959. Ihm gelang es, aus Dokumenten des Familienarchives Höchstetter in Augsburg die komplexe wirtschaftliche Organisation der Glashütte zu erschließen. Heimers Ergebnisse wurden von Erich Egg 1962 aufgegriffen. Er differenzierte zwischen der bürgerlich initiierten Glashütte Hall (1534–1635), die auch angelernte Arbeitskräfte aus der Umgebung einstellte und der fürstlich gestifteten Innsbrucker Hofglashütte (1572–1591), in die vorwiegend italienische Glashersteller berufen wurden. Im Weiteren katalogisierte Egg die sich in verschiedenen Sammlungen befindenden Gläser beider Hütten und versuchte ausgewählte Sammlungsstücke archivalisch belegten Glaskünstlerpersönlichkeiten zuzuordnen. Internationale Bekanntheit gewann die Haller Glasproduktion schließlich durch eine groß angelegte Schau im Corning Museum of Glass, New York 2004. Anhand von zahlreichen Exponaten vermittelte die Kuratorin Jutta-Annette Page Verbreitung und Herstellung von venezianisch anmutendem Glas in habsburgischen Herrschaftsgebieten. Neues trat zu Tage, als Stadtarchäologen im Areal der einstigen Haller Glashütte Grabungen veranlassten. Man stieß auf Roh- und Arbeitsmaterialien, sowie große Mengen an Glasresten. Es war nun möglich, das breite Repertoire an praktizierten Herstellungs- und Dekortechniken zu rekonstruieren. Dabei zeigte sich, dass auch farbige Gläser, wie Gläser mit Fadendekor zum Sortiment gehörten. Die Befundung bestätigte weiterhin, dass das zentrale Export – Geschäft nicht mit Luxusgläsern, sondern mit der Produktion von Flachglas, etwa Butzenscheiben, betrieben wurde. In zwei Haller Ausstellungen (2009 und 2022) wurden die Funde der Öffentlichkeit präsentiert. Auf kunsthistorischer Seite haben Beiträge von Rainald Franz, Museumskustode im MAK, und die Aufarbeitung der Sammlung Strasser durch Claudia Lehner-Jobst (2013) zu neuen Erkenntnissen geführt: Diamantriss-Ornamentik, die sich auf Gläsern aus Hall, wie aus Innsbruck seit der zweiten Hälfte des 16. Jh.s findet, lässt sich auf gestochene Vorlagewerke im Nachlass Ferdinand II. zurückführen. Da diese für metallverarbeitende Handwerke gedacht waren, vermutet Claudia Lehner Jobst, dass auch Harnisch-Ätzer Gläser mit Diamanten gravierten. Dies zeigt einerseits das Zusammenspiel unterschiedlicher Gewerke und dokumentiert andererseits den universalen Transfer ornamentaler Formen auf verschiedene Träger.

## Repertoire
Die Haller Glashütte ist vor allem für ihr farbloses Glas bekannt. Dickwandiger als jenes aus Murano, war es weder ganz so blasenfrei, noch im selben Maße transparent. Darüber hinaus gingen aus der Haller Glashütte auch leuchtend blau, grün und rot eingefärbte Gläser hervor.
Die Haller Produktpalette umschloss Flachgläser (Butzenscheibe und Tafelglas), wie Hohlgläser: Zu diesen zählten Alltagsgläser, beispielsweise Becher, Spezialgläser mit besonderer Funktion, beispielsweise für Apotheken, und Prunkgläser für hochstehende Auftraggeber. Unter den Luxuswaren bestimmten Trichterpokale mit Stil und Nodus, gedeckelte Humpen und Stangenhumpen, Teller und Fruchtschalen das Bild der am meisten verwendeten Gefäßtypen. Der Dekor beschränkte sich auf plastische Modellierung (Noppen, Rauten, Rippen und Wulste), Fadendekor, Kaltmalerei, Emailmalerei und Vergoldungen. Beeinflusst von der Innsbrucker Hofglashütte kam der Diamantriss in der zweiten Hälfte des 16. Jh.s dazu.

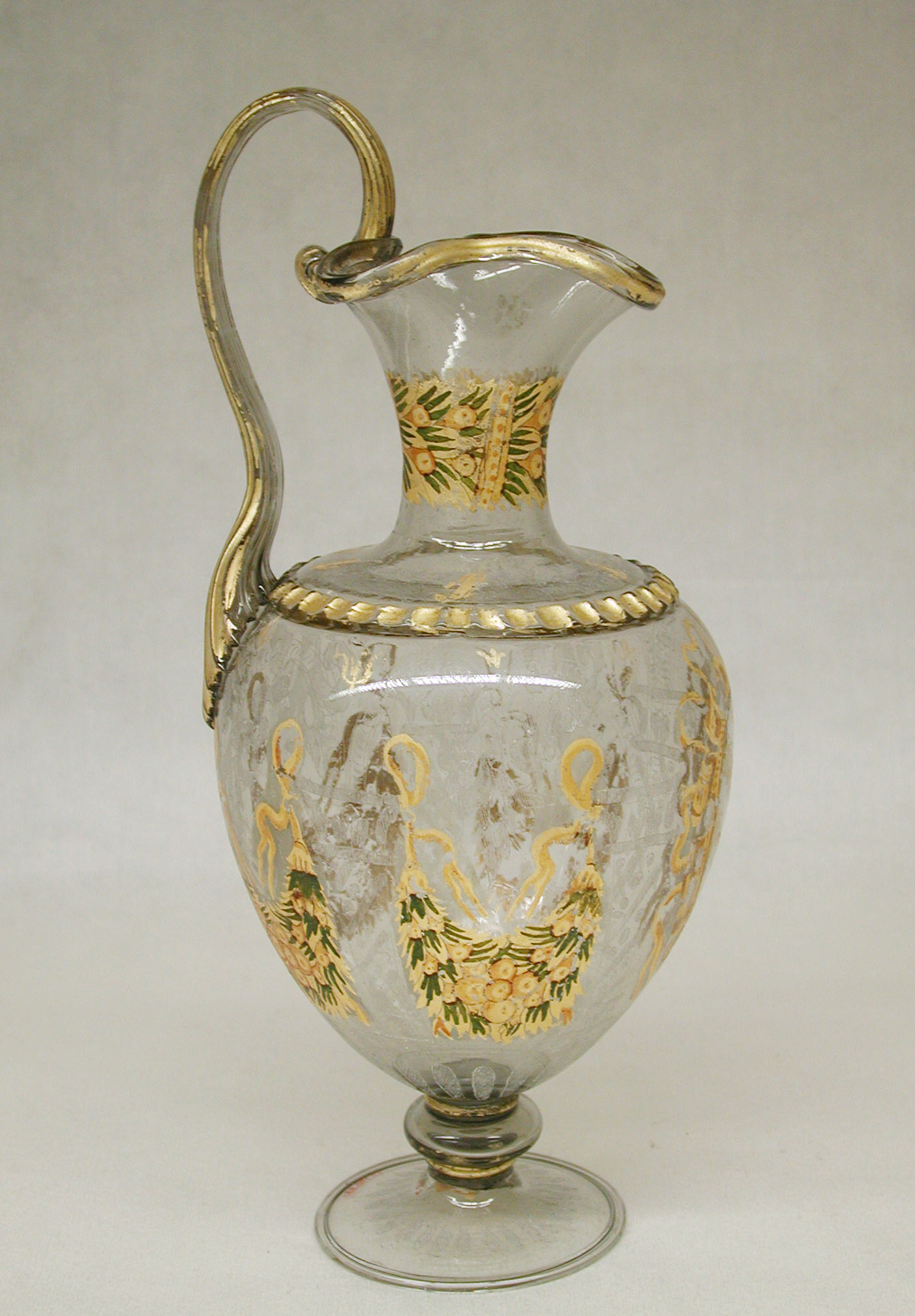
Krug aus der Glashütte Hall, um 1550–1600, Höhe 28,6 cm, Vergoldungen und Kaltlack; Metropolitan Museum of Art, New York

## Sammlungen
Repräsentative Bestände an Glaserzeugnissen aus Hall befinden sich in folgenden Sammlungen
- Tiroler Landesmuseum Ferdinandeum
- Kunsthistorischen Museum Wien
- Museum für angewandte Kunst Wien
- Kunstsammlungen Veste Coburg
- Bayerischen Nationalmuseum, München
- Corning Museum of Glass, New York
- Metropolitan Museum of Art, New York